# Albrecht von Goertz
Albrecht von Goertz (Brunkensen, 12 gennaio 1914 – Kitzbühel, 28 giugno 2006) è stato un designer tedesco.
Apparteneva all'antica e nobile famiglia dei von Schlitz genannt von Görtz ed era il secondo figlio di tre, di Rudolf von Schlitz (1884-1933) e di Else Meyer (1882-1968).

## Biografia

### Gli inizi
Alla morte prematura del primogenito Eberhard, il giovane Albrecht non poté per qualche motivo ereditare il titolo di conte, ma in ogni caso prese a soprannominarsi con tale titolo. Anche in seguito, parlando di questo personaggio, i mezzi di informazione e varie altre fonti hanno sempre teso ad accostargli il titolo di Graf ("conte" in lingua tedesca).
Dopo aver terminato i primi studi, egli cominciò l'apprendistato presso la Deutsche Bank di Amburgo, dopodiché si trasferì a Londra presso un'altra banca, questa volta privata, la Helbert Wagg & Co., ma le prospettive per tale lavoro non sembravano molto promettenti, per cui nel 1936 si trasferì nuovamente, questa volta negli Stati Uniti d'America, e precisamente a New York, dove, a dispetto delle sue origini, incominciò a lavorare addirittura in un autolavaggio. Poco tempo dopo cambiò nuovamente impiego per lavorare presso una fabbrica di motori aeronautici.

### I primi approcci alcar design
Durante questo periodo, già abbastanza movimentato, Albrecht contrasse anche matrimonio con la baronessa Julie di Bodenhausen.
Nel 1938 il giovane Albrecht affittò un grosso garage che adibì sia ad officina, nella quale cominciò ad avvicinarsi all'arte della modifica estetica delle auto. I primi lavori che realizzò per conto proprio furono alcune personalizzazioni eseguite sulla base di alcune Ford A e B. Una successiva realizzazione integrale su telaio Mercury fu esposta al Salone di San Francisco del 1939.
Lo scoppio della Seconda guerra mondiale lo costrinse a prestare servizio militare per 5 anni. Oltre al pesantissimo incarico assegnatogli, Albrecht dovette anche affrontare il divorzio dalla moglie, avvenuto nel 1942. Al termine del conflitto, Albrecht von Goertz per puro caso ebbe modo di conoscere Raymond Loewy, uno dei più noti designer statunitensi dell'epoca, grazie al quale Albrecht trovò un impiego in Indiana, presso la Studebaker.

### La carriera didesigner
Nel 1952 egli aprì un proprio studio di design, la Goertz Industrial Design Inc., con sede a New York, uno studio di design che si occupava di automobili, ma anche di altri oggetti, tra cui elettrodomestici, biciclette, ecc.

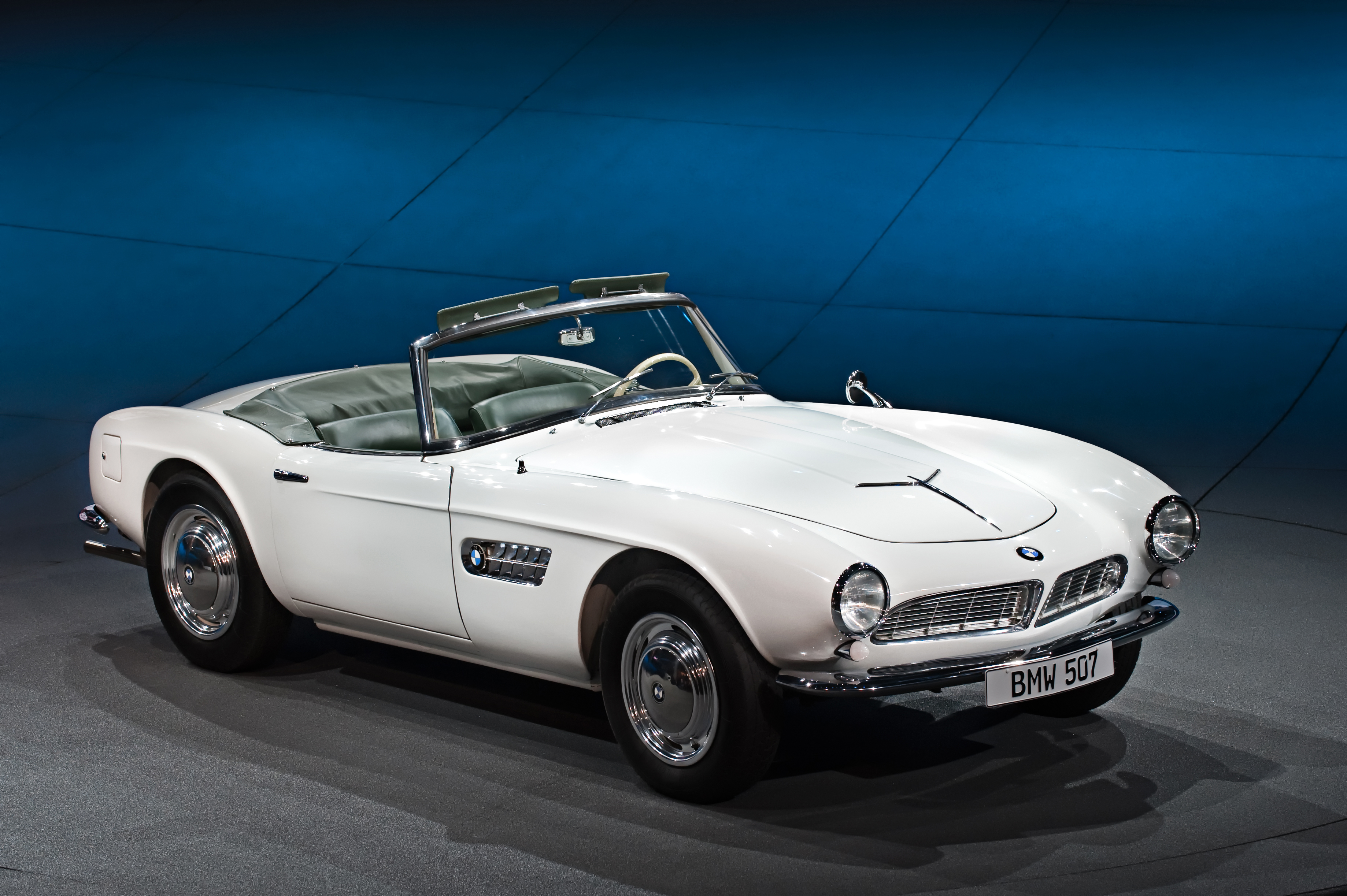
BMW 507, una delle opere più rappresentative e famose del designer tedesco

Nel 1953, Albrecht von Goertz conobbe Max Hoffman, vulcanico importatore statunitense di BMW e di altre auto europee. Fu la molla che proiettò Albrecht von Goertz verso la notorietà: Hoffman mise al corrente Albrecht dell'intenzione della BMW di realizzare una vettura sportiveggiante e che stava cercando idee per il disegno del corpo vettura. Albrecht non si fece scappare l'occasione e disegnò così le linee della futura BMW 503. Il suo stile piacque ai vertici della casa bavarese, tanto da assegnargli un secondo lavoro, questa volta per una roadster di fascia alta. Fu così che nacque la splendida silhouette della BMW 507, ancor oggi considerata una delle più belle roadster di sempre.
Nel 1957, Albrecht von Goertz convolò a seconde nozze con Susanne Nettel, dalla quale ebbe un figlio, Peter Joseph, nato nel 1959.
Nei decenni seguenti, Albrecht lavorò più che altro come consulente preso altre case automobilistiche, tra cui la Porsche, la Nissan e la Toyota.
Negli ultimi anni, Albrecht si dedicò anche al disegno di altri oggetti: il suo ultimo lavoro fu un pianoforte della Steinway & Sons.
Nel 2000, in occasione del lancio della BMW Z8, erede ideale della 507, Albrecht von Goertz commentò così le linee della prestigiosa vettura: «Se avessi dovuto disegnare io stesso questa vettura non avrei saputo fare di meglio».
Albrecht von Goertz morì a Kitzbühel nel 2006.